# Milan Rundić
Milan Rundić, cyr. Милан Рундић (ur. 29 marca 1992 w Belgradzie) – serbski piłkarz występujący na pozycji obrońcy, od 2025 roku zawodnik czeskiego Slovácko.

## Kariera klubowa
Karierę piłkarską rozpoczął w drużynie FK Rad, której jest wychowiankiem.

### FK Kolubara
Przed wiosenną częścią sezonu 2010/11 przeniósł się do FK Kolubara. Zadebiutował w serbskiej drugiej lidze 19 marca 2011 roku w 19. kolejce przeciwko drużynie FK BASK Beograd (przegrany 2:3) i rozegrał cały mecz. Pierwszego gola strzelił 18 marca 2012 roku w wygranym 5:2 meczu z FK Banat Zrenjanin. Rundić zdobył dwie bramki w 47. i 75. minucie, obie z rzutu karnego. W koszulce Kolubara rozegrał łącznie 45 spotkań, w których zanotował cztery celne trafienia.

### Inter Zaprešić
W styczniu 2013 wyjechał po raz pierwszy za granicę, przenosząc się do chorwackiego zespołu Inter Zaprešić. Swój pierwszy mecz rozegrał 9 marca 2013 roku w 23. kolejce z drużyną NK Rijeka (przegrana 1:2). W najwyższej chorwackiej klasie rozgrywkowej zagrał jedynie trzy mecze.

### AS Trenčín
Zawodnikiem AS Trenčín został latem 2013 r. podpisując z klubem trzyletni kontrakt. Razem z nim umowę podpisał Haris Hajradinović, z którym wcześniej grał w Interze Zaprešić. Zadebiutował w meczu przeciwko Slovanowi Bratysławie 28 kwietnia 2013 r. Z drużyną dwukrotnie zdobył mistrzostwo Słowacji i Puchar Słowacji w latach 2015 i 2016.

### Slovan Bratysława
W latach 2017 i 2018 zdobył z zespołem Puchar Słowacji, a w 2019 r. Mistrzostwo Słowacji.

### MFK Karviná
W czerwcu 2019 r. na zasadach wolnego transferu podpisał kontrakt z czeskim klubem MFK Karviná.

### Podbeskidzie Bielsko-Biała
7 sierpnia 2020 dołączył do Podbeskidzia Bielsko-Biała.

### Raków Częstochowa
W czerwcu 2021 r. podpisał dwuletni kontrakt z Rakowem Częstochowa, z opcją przedłużenia o kolejne dwa lata.

### 1. FC Slovácko
20 sierpnia 2025 został zawodnikiem czeskiego ekstraklasowego Slovácko.

## Statystyki

### Klubowe
(aktualne na dzień 1 kwietnia 2023)
| Klub                       | Sezon              | Liga               | Liga  | Liga   | Puchar kraju | Puchar kraju | Puchary Europejskie | Puchary Europejskie | Suma  | Suma   |
| Klub                       | Sezon              | Liga               | Mecze | Bramki | Mecze        | Bramki       | Mecze               | Bramki              | Mecze | Bramki |
| -------------------------- | ------------------ | ------------------ | ----- | ------ | ------------ | ------------ | ------------------- | ------------------- | ----- | ------ |
| FK Kolubara                | 2010/11            | 1. liga            | 14    | 0      | –            | –            | –                   | –                   | 14    | 0      |
| FK Kolubara                | 2011/12            | 1. liga            | 18    | 2      | 1            | 0            | –                   | –                   | 19    | 2      |
| FK Kolubara                | 2012/13            | 1. liga            | 13    | 2      | –            | –            | –                   | –                   | 13    | 2      |
| FK Kolubara                | Ogólnie            | Ogólnie            | 45    | 4      | 1            | 0            | 0                   | 0                   | 46    | 4      |
| Inter Zaprešić             | 2012/13            | 1. HNL             | 3     | 0      | –            | –            | –                   | –                   | 3     | 0      |
| Inter Zaprešić             | Ogólnie            | Ogólnie            | 3     | 0      | 0            | 0            | 0                   | 0                   | 3     | 0      |
| AS Trenčín                 | 2013/14            | 1. liga            | 18    | 1      | –            | –            | 0                   | 0                   | 18    | 1      |
| AS Trenčín                 | 2014/15            | 1. liga            | 22    | 1      | 5            | 0            | 4                   | 0                   | 27    | 1      |
| AS Trenčín                 | 2015/16            | 1. liga            | 17    | 1      | 2            | 0            | 2                   | 0                   | 19    | 1      |
| AS Trenčín                 | Ogólnie            | Ogólnie            | 57    | 3      | 7            | 0            | 6                   | 0                   | 70    | 3      |
| Slovan Bratysława          | 2016/17            | 1. liga            | 10    | 1      | 4            | 1            | –                   | –                   | 14    | 2      |
| Slovan Bratysława          | 2017/18            | 1. liga            | 24    | 1      | 5            | 0            | 4                   | 0                   | 29    | 1      |
| Slovan Bratysława          | 2018/19            | 1. liga            | 1     | 0      | 1            | 0            | –                   | –                   | 2     | 0      |
| Slovan Bratysława          | Ogólnie            | Ogólnie            | 35    | 2      | 10           | 1            | 4                   | 0                   | 49    | 3      |
| MFK Karviná                | 2018/19            | 1. liga            | 18    | 0      | 1            | 0            | –                   | –                   | 19    | 0      |
| MFK Karviná                | 2019/20            | 1. liga            | 29    | 2      | –            | –            | –                   | –                   | 29    | 2      |
| MFK Karviná                | Ogólnie            | Ogólnie            | 47    | 2      | 1            | 0            | 0                   | 0                   | 48    | 2      |
| Podbeskidzie Bielsko-Biała | 2020/21            | Ekstraklasa        | 21    | 1      | 1            | 0            | –                   | –                   | 22    | 1      |
| Podbeskidzie Bielsko-Biała | Ogólnie            | Ogólnie            | 21    | 1      | 1            | 0            | 0                   | 0                   | 22    | 1      |
| Raków Częstochowa          | 2021/2022          | Ekstraklasa        | 18    | 1      | 2            | 0            | 4                   | 0                   | 24    | 1      |
| Raków Częstochowa          | 2022/2023          | Ekstraklasa        | 16    | 0      | 1            | 0            | 6                   | 0                   | 23    | 0      |
| Raków Częstochowa          | Ogólnie            | Ogólnie            | 34    | 1      | 3            | 0            | 10                  | 0                   | 47    | 1      |
| Ogólnie w karierze         | Ogólnie w karierze | Ogólnie w karierze | 242   | 13     | 23           | 1            | 20                  | 0                   | 286   | 14     |

### Reprezentacyjne
| Reprezentacja | Rok     | Mecze | Bramki |
| ------------- | ------- | ----- | ------ |
| Serbia U-21   | 2014    | 1     | 0      |
| Ogólnie       | Ogólnie | 1     | 0      |

## Sukcesy

### Klubowe

#### AS Trenčín
- Mistrzostwo Słowacji: 2014/2015, 2015/2016
- Puchar Słowacji: 2014/2015, 2015/2016

#### Slovan Bratysława
- Mistrzostwo Słowacji: 2018/2019
- Puchar Słowacji: 2016/2017, 2017/2018

#### Raków Częstochowa
- Mistrzostwo Polski: 2022/2023[8]
- Wicemistrzostwo Polski: 2021/2022, 2024/2025
- Puchar Polski: 2022
- Superpuchar Polski: 2021, 2022